# Étienne Dumont (juriste)
Pour les articles homonymes, voir Étienne Dumont et Dumont.
Étienne Dumont (1759-1829), né Pierre Étienne Louis Dumont, est un pasteur, traducteur, écrivain et juriste suisse.

## Biographie
Pierre-Étienne-Louis Dumont, dit Étienne, est né le 18 janvier 1759 à Genève. Il est le fils d'Abraham-David Dumont, qui exerce la profession de joailler et sa mère, née Louise Esther d'Illens, dirige un pensionnat. Son père meurt, en 1762, et sa mère élève seule ses cinq enfants. Étienne Dumont fait ses études au collège tout en aidant financièrement sa mère en donnant des leçons en qualité de répétiteur. Puis il entre à la faculté de théologie de Genève et c'est 24 ans, en 1783, qu'il est consacré pasteur de l'Église calviniste.
Le jeune pasteur, un « républicain de cœur, un libéral modéré, favorable aux opinions démocratiques qui cherchent alors à s'imposer », fait des prédications qui marquent. Sa critique de l'ambition et de ces conséquences néfastes, bien que subtile, provoque les notables, notamment les magistrats genevois. Face aux pressions, cherchant à lui faire amender son discours, il préfère s'éloigner plutôt que polémiquer ou plier. En 1784, Étienne Dumont quitte Genève, avec sa mère, pour rejoindre Saint-Pétersbourg, où habitent trois de ses sœurs et devient pasteur de la communauté française de l'Église réformée. En 1785, plus d'un an depuis son arrivée, après une déception amoureuse, il reçoit de son ami François d'Ivernois, une invitation rejoindre l'Angleterre pour s'occuper de l'éducation de John Henry Petty, fils de William Petty, ancien premier ministre du Royaume-Uni.
Étienne Dumont accepte, et le 12 janvier 1786 il arrive à Londres. En 1788, il reçoit, pour avis, un ouvrage écrit en français dont il ne connait pas l'auteur. Par courrier il retourne son avis :« je répondis très-naïvement que le français était plein de fautes, de barbarismes, et défigurait un ouvrage d'ailleurs très-bon ». Quelques jours plus tard, l'auteur Jeremy Bentham, accompagné d'un groupe d'amis, arrive en souriant et le remercie pour cet avis sincère et réaliste. C'est le point de départ d'une profonde amitié et d'une relation de travail de longue durée.
En 1789, il revint en France et se mit en relation avec Mirabeau, rédigea pour lui plusieurs discours et l'aida dans la publication du Courrier de Provence. Ce fut durant cette période de sa vie que Monsieur Dumont acquit de profondes connaissances sur les plus hautes fonctions de la politique et de la législation.
Il alla quelques années après s'établir en Angleterre (1791) où il lia une étroite amitié avec Samuel Romilly et travailla avec Jeremy Bentham, dont il fut le collaborateur pendant plus de vingt ans. Sa célébrité fut acquise dès ses premières publications et lors d'un nouveau voyage en Russie, il reçut l'offre d'Alexandre 1er de collaborer à la révision des lois russes mais refusa afin de ne pas sacrifier à ses propres opinions.
La chute de l'Empire français rendit Genève indépendant et  M. Dumont rentra à Genève en 1814. Appelé par le suffrage de ses concitoyens, il y fut nommé membre du Conseil souverain et fit adopter un code pénal conforme aux principes de Bentham. A Genève, il fut l'un des fondateurs de la Société de lecture et fut un des membres actifs pour l'érection d'un monument en l'honneur de Jean-Jacques Rousseau. Pendant la Révolution grecque de 1821, il fut membre du Comité philhellénique de Genève.
Il fit en outre paraître une série de Lettres sur Bentham (dans la Bibliothèque britannique, vol. V-VII) et publia en français, en 1791, le texte de Bentham sur le panoptique.
Étienne Dumont, meurt à Milan le 29 septembre 1829.

## Œuvres
Les ouvrages qu'il a rédigés pour exposer ses doctrines sont : 
- Traité de législation civile et pénale, 1802 ;
- Théorie des peines et des récompenses, 1812 ;
- Tactique des assemblées législatives, 1816 ;
- Traité des preuves judiciaires, 1823 ;
- De l'organisation judiciaire et de la codification, 1828.
- Observations sur prison pénitentiaire 1829
- Souvenirs sur Mirabeau (posthume), 1832

## Hommage

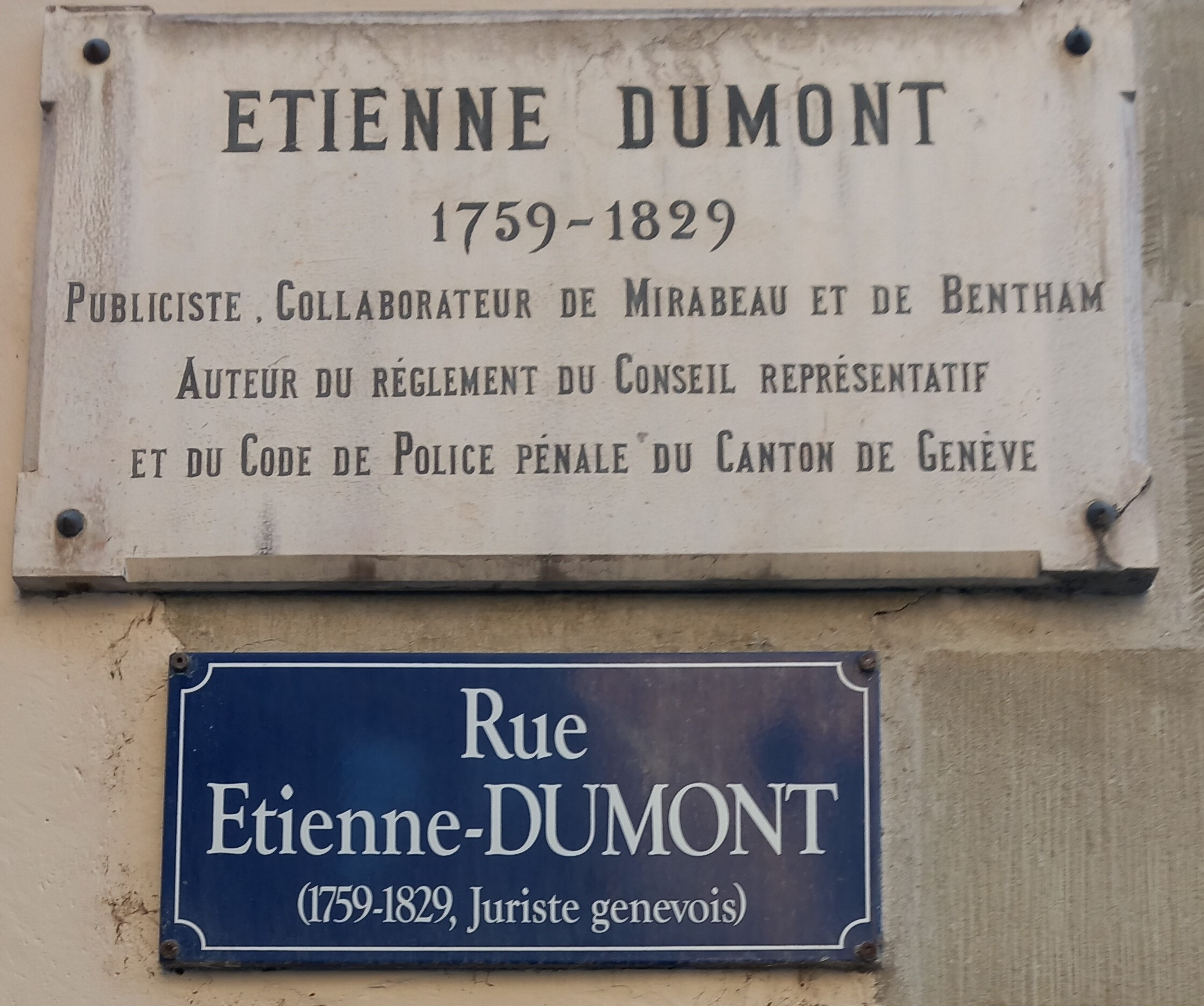
Plaque commémorative

- Le 11 avril 1871, à Genève, la « rue des Belles-Filles » est renommée « rue Étienne Dumont », dans cette rue est posée une plaque en marbre où il est gravé : « Étienne Dumont - Publiciste, Collaborateur de Mirabeau et de Bentham Auteur d'un Règlement du Conseil représentatif et du Code de Police pénale du Canton de Genève »[7].